# Trumplerov katalog
Trumplerov katalog je astronomski katalog švicarsko-američkog astronoma Roberta Juliusa Trumplera predstavljen javnosti 1930. godine. Sadrži 37 otvorenih skupova. Kratica ovog kataloga i oznaka objekata u njemu jest Tr.